# Wolfsberg (kotar)
Wolfsberg je jedan od 94 austrijskih kotara. Prema procjeni iz 2018. godine ima 52.980 stanovnika.
Sjedište kotara je istoimeni grad Wolfsberg.

## Zemljopis karakteristike
Kotar Wolfsberg na zapadu graniči s kotarom Sankt Veit an der Glan, na jugozapadu i jugu s kotarom Völkermarkt, na sjeveru s štajerskim kotarima Murau, Murtal i Voitsberg, na istoku s štajerskim kotarima Deutschlandsberg. Na jugu graniči s Slovenijom.

## Administrativna podjela okruga
Wolfsberg je administrativno podijeljen na 9 općina od kojih tri imaju status grada, 4 ima status trgovišta, a dvije su obične općine;

### Gradovi
- Bad Sankt Leonhard im Lavanttal
- Sankt Andrä
- Wolfsberg (slo. Volšperk)

### Trgovišta
- Frantschach-Sankt Gertraud
- Lavamünd (slo. Labot)
- Reichenfels
- Sankt Paul im Lavanttal

### Općine
- Preitenegg
- Sankt Georgen im Lavanttal

## Vanjske poveznice
- Službena stranica  Arhivirana inačica izvorne stranice od 11. ožujka 2021. (Wayback Machine)